# José Pedro Fuenzalida
José Pedro Fuenzalida Gana (Santiago, 1985. február 22. –) chilei válogatott labdarúgó, jelenleg a Boca Juniors játékosa. Posztját tekintve szélső középpályás.

## Külső hivatkozások
- José Pedro Fuenzalida a national-football-teams.com honlapján
- José Pedro Fuenzalida a FIFA.com-on Archiválva 2014. június 6-i dátummal a Wayback Machine-ben